# Lembruch
Lembruch è un comune di 1.060 abitanti della Bassa Sassonia, in Germania.
Appartiene al circondario (Landkreis) di Diepholz (targa DH) ed è parte della comunità amministrativa (Samtgemeinde) di Altes Amt Lemförde.